# Jo van Lokven
Johanna Henrica (Jo) van Lokven (Veghel, 27 maart 1921 – 4 december 1995) was een Nederlands politicus van de KVP en later het CDA.
Ze werd geboren als dochter van Wilhelmus van Lokven (1888-1965) en Johanna Maria Prinsen (1886-1965). Midden 1941 slaagde J.H. van Lokven voor de R.K. Kweekschool voor Onderwijzeressen in Veghel en twee jaar daarna haalde ze haar hoofdakte. Bovendien heeft ze later ook nog Nederlands MO A en MO B gehaald. Ze heeft op diverse scholen gewerkt als onderwijzeres en was onder andere docente Nederlands op het Hertog Jan College in Valkenswaard. Van Lokven werd in 1970 wethouder in Valkenswaard en na de Provinciale Statenverkiezingen van 1974 was ze daarnaast lid van de Provinciale Staten van Noord-Brabant. Begin 1977 volgde ze Bert van Kuik op als burgemeester van Mierlo en daarmee was Van Lokven de tiende vrouwelijke burgemeester van Nederland. In april 1986 ging ze daar met pensioen en eind 1995 overleed ze op 74-jarige leeftijd. In Mierlo is een straat naar haar vernoemd: de Burgemeester van Lokvenstraat.